# الکساندر نیکس
الکساندر نیکس (انگلیسی: Alexander Nix؛ زادهٔ ۱ مهٔ ۱۹۷۵) استراتژیست و مدیر روابط عمومی اهل بریتانیا است. او مدیریت گروه اس‌سی‌ال و کمبریج آنالیتیکا را بر عهده دارد.
نیکس در یکم مه ۱۹۷۵ در ناتینگ هیل، منطقه‌ای ثروتمند در غرب لندن متولد شد. او در کالج ایتن و دانشگاه منچستر درس خواند و سپس به عنوان تحلیل‌گر مالی در شرکت بیرینگ سکیوریتی در مکزیک مشغول کار شد. در سال ۲۰۰۳ به گروه اس‌سی‌ال پیوست. در سال ۲۰۱۳ کمبریج آنالیتیکا را با هدف شرکت در انتخابات آمریکا تأسیس کرد. این شرکت در سال ۲۰۱۴ در ۴۴ انتخابات در آمریکا و انتخابات دیگر در سراسر دنیا دخالت داشت.